# Vía XXXI
El item a Laminio, alio itinere Cæsarea Augusta, según aparece reflejado en el documento original, o Itinerario de Antonino A-31, según la nomenclatura adoptada por Saavedra para clasificar las vías romanas de Hispania que aparecen en dicho documento, es una ruta de comunicación de la Antigua Roma por la actual península ibérica. De todos los Itinerarios hispanos, es uno de los más difíciles de reconstruir puesto que la mayor parte de sus puntos de paso aún no han sido fijados plenamente, entre ellos Laminio la ciudad origen, y existen notables discrepancias dentro de la comunidad científica.

## Historia
A pesar de la dificultad para conocer su trazado in situ, es una de las rutas que mejor ilustran el carácter y naturaleza del Itinerario de Antonino. En principio se pensó que las calzadas contenidas en dicho documento eran vías unitarias que enlazaban de manera directa un punto A con un punto B, conocidos por sus nombres, al modo de las actuales carreteras. El hecho de que el único tramo bien conocido del A-31 sea el que utiliza una mínima parte de la Vía Augusta, una de las mejor conocidas de la antigua Hispania, mientras que el resto de arterias viales usadas sea una aúténtica incógnita, hace pensar que, en realidad, las rutas antoninas son trayectos en los que se utilizan varias de aquellas calzadas unitarias.

## Recorrido
Sólo alcanza un acuerdo pleno, entre todos los autores, el tramo de esta ruta que utiliza la Vía Augusta entre Libisosa (hoy Lezuza) y Saltigi (hoy Chinchilla de Monte-Aragón), en la actual provincia de Albacete. Entre ambas, se ha propuesto la ubicación de la mansio conocida como Parietinis, cerca de Paredazos Viejos, en el yacimiento conocido como Ventorro de la Vereda, situado en las inmediaciones de la calzada y a la distancia aproximada, existente entre Chinchilla y Lezuza, que sugiere el itinerario. Su origen es desconocido puesto que existen severas discrepancias sobre la ubicación del municipium de Laminio, punto de partida del itinerario. Si nos atenemos a las distancias expresadas en el documento, 21 m. p. (aprox. 31 km.), es completamente imposible que esté fuera de la provincia de Albacete, donde se han sugerido diversas ubicaciones en los términos municipales de Villarrobledo, Munera, El Bonillo u Ossa de Montiel. Sin embargo, la mayor parte de la comunidad científica insiste en localizar Laminio en Alhambra (Ciudad Real) a cerca de 70 km. o, incluso, en Daimiel a cerca de 100 km.
Tampoco existe acuerdo pleno sobre la dirección de esta ruta desde Chinchilla. A partir de allí, unos autores la llevan por las provincias de Cuenca y Teruel, hasta la de Zaragoza, mientras otros obvian la provincia manchega y desvían la ruta por Valencia.
Una última dificultad la plantea la distancia recorrida hasta su destino (Zaragoza), a pesar de no hay ninguna duda sobre la ubicación de esta ciudad. Por cualquiera de los trazados que se escojan, siempre se queda corta, por lo que se ha supuesto que la ruta acabaría en un emplame con otro Itinerario de Antonino, otra vía, un límite administrativo, etc.
| Etapa               | distancia (en millas romanas) | correspondencia actual                               | observaciones |
| ------------------- | ----------------------------- | ---------------------------------------------------- | --- |
| Laminio             | 0                             | desconocida                                          | Ubicación muy discutida. Se especula con varios yacimientos de las provincias de Albacete y Ciudad Real.                                                |
| Caput fluminis Anae | 14 libisosa y 10 Mentesa      | desconocida                                          | Literalmente se traduce como 'hacia el nacimiento del Guadiana'. Posiblemente ubicada en algún punto del noroeste de la provincia de Albacete.          |
| Libisosa            | 13                            | Lezuza                                               | Conocida desde siempre. |
| Parietinis          | 21                            | Ventorro de la Vereda, en Paerazos Viejos (Albacete) | Correctamente ubicada ya por el propio Saavedra en 1862 y confirmada arqueológicamente por Sillieres.                                                   |
| Saltigi             | 15                            | Chinchilla de Monte-Aragón                           | Conocida desde siempre. El nombre actual de Chinchilla deriva del prerromano Saltigi, a través del latín, el árabe, el mozárabe y el castellano.        |
| Ad putea            | 32                            | desconocida                                          | Se han propuesto diversas ubicaciones, entre ellas, Pozoamargo.                                                                                         |
| Valebonga           | 40                            | desconocida                                          | Se han propuesto diversas ubicaciones, entre ellas, por similitud fonética, Valdeganga, pedanía de Valdetórtola y el municipio de Valdeganga (Albacete) |
| Urbiaca             | 20                            | desconocida                                          | Se han propuesto diversas ubicaciones, entre ellas, la villa romana de Noheda                                                                           |
| Albonica            | 25                            | desconocida                                          | Se han propuesto diversas ubicaciones. |
| Agiria              | 5                             | desconocida                                          | Se han propuesto diversas ubicaciones. |
| Carae               | 10                            | desconocida                                          | Se han propuesto diversas ubicaciones. Por homofonía podría tratarse de Cariñena.                                                                       |
| Sermone             | 20                            | desconocida                                          | Se han propuesto diversas ubicaciones. |
| Caesaraugusta       | 30                            | Zaragoza                                             | Conocida desde siempre. |